# صبري إبراهيم السيد
صبري إبراهيم السيد  باحث ومحقق للتراث العربي وعالم لغوي.

## سيرته
أستاذ العلوم اللغوية ووكيل كلية البنات-جامعة عين شمس، ولد في مدينة الإسكندرية 1955م) ونشأ في بيت كريم من بيوت العلم.

## الوظائف العلمية
بعد تخرجه عمل مدرسًا بالتعليم الابتدائي، ثم عُيّن في سنة (1365 هـ = 1945م) مدرسًا بكلية الآداب بجامعة الإسكندرية، وهذه هي المرة الوحيدة في تاريخ الجامعات التي ينتقل فيها مدرس من التعليم الابتدائي إلى السلك الجامعي، بعد أن ذاعت شهرته في تحقيق التراث، ثم عُيّن في سنة (1370 هـ = 1950م) أستاذًا مساعدًا بكلية دار العلوم، ثم أصبح أستاذًا ورئيسًا لقسم النحو بها سنة (1379 هـ = 1959م) ثم دعي مع نخبة من الأساتذة المصريين في سنة (1386 هـ = 1966م) لإنشاء جامعة الكويت، وتولى هو رئاسة قسم اللغة العربية وقسم الدراسات العليا حتى سنة (1394 هـ = 1975م)، وفي أثناء ذلك اختير عضوًا بمجمع اللغة العربية بالقاهرة سنة (1389 هـ= 1969م).

## النشاط العلمي
أخرج تحقيق «نهج البلاغة» لعلي بن أبي طالب في ستة أجزاء، واشترك مع أحمد عبد الغفور العطار في تحقيق «صحاح العربية» ل الجوهري في ستة مجلدات، و«تهذيب الصحاح» للزنجاني في ثلاثة مجلدات، وحقق جزأين من معجم «تهذيب اللغة» للأزهري، وأسند إليه مجمع اللغة العربية الإشراف على طبع «المعجم الوسيط».
حقق من كتب النحو واللغة كتاب سيبويه في خمسة أجزاء، وخزانة الأدب للبغدادي في ثلاثة عشر مجلدًا، ومجالس ثعلب في جزأين، وأمالي الزجاجي، ومجالس العلماء للزجاجي أيضًا، والاشتقاق لابن دريد. وحقق من كتب الأدب والمختارات الشعرية: الأجمعيات، والمفضليات بالاشتراك مع العلامة أحمد شاكر، وشرح ديوان الحماسة للمرزوقي مع الأستاذ أحمد أمين، وشرح القصائد السبع الطوال لابن الأنباري، والمجلد الخامس عشر من كتاب الأغاني لأبي فرج الأصبهاني.
وعمد إلى بعض الكتب الأصول فهذّبها ويسرها، من ذلك: تهذيب سيرة ابن هشام، وتهذيب إحياء علوم الدين لأبي حامد الغزالي، والألف المختارة من صحيح البخاري، كما صنع فهارس لمعجم تهذيب اللغة لأبي منصور الأزهري في مجلد ضخم.
إلى جانب بهذا النشاط في عالم التحقيق كان الأستاذ السيد أستاذًا جامعيًا متمكنًا، تعرفه الجامعات العربية أستاذًا محاضرًا ومشرفًا ومناقشا لكثير من الرسائل العلمية التي تزيد عن 80 رسالة للماجستير والدكتوراه.

## الإنتاج العلمي
- نهج البلاغة: دراسة لغوية توثيقية معجمية نحوية صرفية / اعداد صبري إبراهيم السيد؛ اشراف علمي كأطروحة دكتوراه د.عبد العزيز مطر، تقديم عبد السلام هارون.
- لغة القرآن في سورة النور دراسة في التركيب النحوي: صبري إبراهيم السيد مكتبة المجمع.[2]
- المصطلح العربي: الاصل والمجال الدلالي / إبراهيم صبري السيد.[3]